# Gottfrid Svensson
Gottfrid Cervantius Svensson (* 13. Mai 1889 in Uppsala; † 19. August 1956 in Stockholm) war ein schwedischer Ringer. Er gewann bei den Olympischen Spielen 1920 in Antwerpen eine Silbermedaille im freien Stil im Leichtgewicht.

## Werdegang
Gottfrid Svensson begann 1907 beim Ringerclub Ästermalms AK mit dem Ringen. 1911 wechselte er zu Djurgaardens IF Stockholm, weil er bei diesem Großverein bessere Trainingsmöglichkeiten hatte. Er rang bis auf wenige Ausnahmen im griechisch-römischen Stil und gewann 1911 seinen ersten schwedischen Meistertitel im Leichtgewicht. Diesem Titelgewinn folgten weitere sechs: 1912, 1913 und 1919 im Leichtgewicht sowie 1917, 1918 und 1922 im Federgewicht.
1911 startete er in Helsinki erstmals bei einer Weltmeisterschaft im griechisch-römischen Stil im Leichtgewicht. Bei dieser Meisterschaft musste jeder gegen jeden antreten. Gottfried Svensson kam dabei zu Siegen über Taavi Kohlemainen und Kalle Leivonen, beide aus Finnland und Herbrand Lofthus aus Norwegen, rang gegen Paul Tirkkonen und Nestori Tuominen, beide aus Finnland unentschieden und verlor gegen Jean Bruce, Finnland und Gustaf Malmström aus Schweden. In der Endabrechnung kam er damit auf den 5. Platz.
Bei den Olympischen Spielen 192 in Stockholm, bei denen Gottfrid Svensson im griechisch-römischen Stil im Leichtgewicht antrat, galt schon ein anderes Reglement. Er wurde dort in seinem ersten Kampf von dem Finnen Armas Laitinen nach einer Kampfzeit von 35 Minuten geschultert. Dann kam er zu einem kampflosen Sieg über Thorbjörn Frydenlund aus Norwegen, besiegte den Ungarn Ödön Radvány und verlor gegen Jan Balej aus Böhmen nach einer Kampfzeit von 16. Minuten. Er schied danach aus und belegte gemeinsam mit allen Verlierern der 4. Runde den 15. Platz. 
1913 erreichte Gottfrid Svensson bei der Inoffiz. Europameisterschaft in Budapest im Leichtgewicht nach Siegen über Böhmann und Dvornik, bde. Deutschland, Ernö Markus, Ungarn und Viktor Fischer, Österreich das Finale, in dem er aber gegen Ödön Radvany verlor.
1920 gehörte Gottfrid Svensson zum schwedischen Aufgebot bei den Olympischen Spielen in Antwerpen. Er startete dort in beiden Stilarten. Die Wettkämpfe im griechisch-römischen Stil fanden vom 16. bis zum 21. August 1920 statt. Gottfrid Svensson startete in dieser Stilart im Federgewicht und verlor gleich seinen ersten Kampf gegen Enrico Porro aus Italien. Er schied damit schon aus und kam nur auf den 17. Platz. Bei den vom 25. bis 27. August stattfindenden Wettkämpfen im freien Stil startete er im Leichtgewicht. Dabei kam er zu Siegen über George Metropoulos aus den Vereinigten Staaten, George MacKenzie aus Großbritannien und Peter Wright aus Großbritannien. Gegen Kalle Anttila aus Finnland verlor er, gewann aber mit diesen Resultaten die Silbermedaille.
Nach diesen Wettkämpfen beendete Gottfrid Svensson seine Laufbahn als aktiver Ringer. Er war aber danach noch viele Jahre als Trainer und Betreuer der schwedischen Nationalmannschaft der Ringer tätig.

## Internationale Erfolge
| Jahr | Platz  | Wettbewerb                                       | Stil | Gewichtsklasse | Ergebnisse |
| 1911 | 5.     | WM in Helsinki                                   | GR   | Leicht         | nach Siegen über Taavi Kohlemainen und Kalle Leivonen, beide Finnland und Herbrand Lofthus,Norwegen, unentschieden gegen Paul Tirkkonen und Nestori Tuominen, beide Finnland und Niederlagen gegen Jean Bruce, Finnland und Gustaf Malmström, Schweden |
| 1912 | 15.    | OS in Stockholm                                  | GR   | Leicht         | nach einer Niederlage gegen Armas Laitinen, Finnland, einem kampflosen Sieg über Thorbjörn Frydenlund, Norwegen, einem Sieg über Ödön Radvany, Ungarn und einer Niederlage gegen Jan Balej, Böhmen                                                     |
| 1913 | 2.     | Inoffiz. EM in Budapest                          | GR   | Leicht         | nach Siegen über Böhmann und Dvornik, beide Deutschland, Ernö Markus, Ungarn und Viktor Fischer, Österreich und einer Niederlage gegen Ödön Radvany |
| 1918 | 1.     | Nordische Meisterschaft in Kristiania (Norwegen) | GR   | Feder          | |
| 1920 | 17.    | OS in Antwerpen                                  | GR   | Feder          | nach einer Niederlage gegen Enrico Porro, Italien |
| 1920 | Silber | OS in Antwerpen                                  | F    | Leicht         | nach Siegen über George Metropoulos, USA, George MacKenzie und Peter Wright, beide Großbritannien und einer Niederlage gegen Kalle Anttila, Finnland                                                                                                   |

## Schwedische Meisterschaften
Gottfrid Svensson wurde 1911, 1912, 1913 und 1919 schwedischer Meister im griechisch-römischen Stil im Leichtgewicht und 1917, 1918 und 1922 im Federgewicht
Erläuterungen
- GR = griechisch-römischer Stil, F = freier Stil
- OS = Olympische Spiele, WM = Weltmeisterschaft, EM = Europameisterschaft
- Federgewicht, damals bis 60 kg bzw. bis 62 kg, Leichtgewicht bis 67 kg bzw. 67,5 kg Körpergewicht